# Karin Albrecht
Karin Albrecht (* 1958) ist eine Schweizer Stretching-Expertin, Autorin und Ausbilderin im Bereich Körperhaltung, muskuläre Stabilisation und Beweglichkeit. Sie gilt als bedeutendste Stretching-Expertin Europas.

## Leben
Karin Albrecht absolvierte eine Grundausbildung in klassischem Ballett, Modern- und Jazz Dance sowie ein Studium an der Martha Graham School of Contemporary Dance in New York.
Im Alter von 25 Jahren brach sie ihre Karriere als Tänzerin am Schweizerischen Tanztheater ab. Mitte der 1980er Jahre begann sie eine rund zehn Jahre dauernde Phase breit gefächerter körpertherapeutischer Aus- und Weiterbildungen. Diese reichten von der klassischen Massage und Sportmassage über verschiedene alternative Behandlungsformen bis hin zu den Gebieten Ernährung und Stoffwechsel sowie Dehn- und Mobilisationstechniken.
1994 gründete sie den Verlag Edition Karin Albrecht und 1995, für die Durchführung von Ausbildungskurse, die Teaching Karin Albrecht. Diese legte sie in die im Jahr 2000 mit Cyrill Lüthi und Walter Burk gegründete star - school for training and recreation zusammen. Diese leitet sie gemeinsam mit Lüthi, der ein ehemaliger Sportaerobic-Profi und heute international bekannter Danceaerobic-Presenter und Ausbilder ist.
Karin Albrecht arbeitet heute international als Ausbilderin und Referentin überwiegend im deutschsprachigen Raum. Sie ist Autorin verschiedener Publikationen, u. a. des anerkannten Lehrbuchs «Stretching und Beweglichkeit – das neue Expertenhandbuch» (Albrecht/Meyer), den Fitnessbüchern «Körperhaltung, gesunder Rücken durch richtiges Training» und «Funktionelles Training mit dem grossen Ball» sowie «Nordic Walking Stretch» (Albrecht/Mommert-Jauch).
In den letzten Jahren hat Karin Albrecht zudem ein neues Bewegungskonzept namens Antara entwickelt. Dieses führt über Pilates hinaus und berücksichtigt moderne physiologische Erkenntnisse.

## Veröffentlichungen
- 1986 Stretch. Die aktive Ruhe mit Prof. E. Senn. Sphinx Verlag, Basel, ISBN 3-85914-632-7
- 1993 Stretch - Das Bewegungsritual. Edition Karin Albrecht, Baar, ISBN 3-9520344-0-1
- 1995 Fit wie ein Turnschuh. Sphinx Verlag, Basel, ISBN 3-85914-651-3
- 1997 Stretching, das Expertenhandbuch mit Stephan Meyer und Lukas Zahner für die Eidg. Sportschule Magglingen. Haug Verlag, Heidelberg, ISBN 3-7760-1626-4
- 1997 Stretching, die Technik. Video für die Eidg. Sportschule Magglingen, Edition Karin Albrecht
- 2002 Körperhaltung. Haltungskorrektur und Stabilität in Training und Alltag. Haug Verlag, ISBN 978-3830471370
- 2003 Stretching. Übungsprogramme für ein besseres Körpergefühl, BLV Verlag, ISBN 978-3405164478
- 2006 Walking-Stretch. Haug Verlag, ISBN 3-8304-7240-4
- 2006 Körperhaltung: Gesunder Rücken durch richtiges Training. Haug Verlag, 2., überarb. Aufl., ISBN 3-8304-7247-1
- 2006 Funktionelles Training mit dem großen Ball. Haug Verlag, ISBN 3-8304-7240-4